# Goričica pri Ihanu
Goričica pri Ihanu este o localitate din comuna Domžale, Slovenia, cu o populație de 244 de locuitori.